# Catch Me (東方神起の曲)
「Catch Me」（キャッチ・ミー）は、東方神起の楽曲である。韓国語バージョンと日本語バージョンの2種類が制作されており、韓国語バージョンは2012年9月24日に第6集アルバム『CATCH ME』からの先行シングルとして、日本語バージョンは「Catch Me -If you wanna-」というタイトルで、2013年1月16日に日本での36枚目のシングルとして発売された。
本作は、オーケストラとダブステップの要素を融合したエレクトロダンスナンバーとなっていて、歌詞は「プライドの高い男性が恋人に別れを告げるも、戻ってきて欲しいと哀願する」という恋愛模様を描いたもの。作詞・作曲・編曲ともにユ・ヨンジンが手がけた。

## 背景・リリース
2012年9月24日に第6集アルバム『CATCH ME』からの先行シングルとして韓国語バージョンが発売された。第6集アルバムには、リード曲およびタイトル曲として収録された。
日本語バージョン「Catch Me -If you wanna-」は、36枚のシングルとして2013年1月16日にavex traxより発売された。前作『ANDROID』より約半年ぶりのシングル作品で、「CD+DVD」（初回限定仕様・通常仕様）「CDオンリー盤」（初回限定仕様・通常仕様）「Bigeast盤」の3形態での発売で、アルバム『TIME』からの先行シングル。DVDにはシングルに収録の2曲のミュージック・ビデオとオフショット映像（初回限定盤のみ）、「CDオンリー盤」はCD-EXTRA仕様で『a-nation stadium fes.』でのライブ映像が収録された。日本語バージョンは、関西テレビ・フジテレビ系 火曜22時ドラマ『サキ』主題歌に起用され、仲間由紀恵主演のドラマの主題歌となったのは「Why? (Keep Your Head Down)」以来2年ぶりとなった。
日本語バージョンのシングルのカップリング曲「I Know」は、禁断の愛を題材としたミディアム・バラードで、関西テレビ・フジテレビ系『キャサリン三世』のエンディングテーマに起用された。

## ミュージック・ビデオ
韓国語バージョンのミュージック・ビデオは2012年9月24日にSMエンタテインメントのYouTube公式チャンネルで、日本語バージョンのミュージック・ビデオは2012年10月7日にエイベックスのYouTube公式チャンネルで公開された。
ミュージック・ビデオは、水の張ったセットの上で踊るシーンなどを3日をかけて撮影された。ダンスの振り付けは、トニー・テスタが手がけたもので、ダンサーと共に巨大な腕を作る動作など映画『アベンジャーズ』からインスピレーションを受けた動きが取り入れられている。
カップリング曲「I Know」のミュージック・ビデオは、歌詞の内容を反映させる形で、徐々に部屋が崩れていく演出が採用されている。映像内のシャンデリアや窓が割れるシーンは一発本番で撮影されたもの。

## チャート成績
韓国語バージョンは、ガオンシングルチャートで最高16位、ビルボード誌のK-pop Hot 100チャートで最高25位を獲得。
日本語バージョンのシングルは、発売初週で13.7万枚の売上を記録し、1月28日付のオリコン週間シングルランキングで初登場首位を獲得し、通算12作目の首位となった。本作により、シングルTOP10獲得数を28作、自身が持つ海外アーティストによる歴代1位記録の「シングル首位獲得数」「TOP10獲得数」を更新し、シングル総売上を326.4万枚に伸ばし、海外アーティストでは初の300万枚突破を達成した。

## 収録内容
| #         | タイトル     | 作詞          | 作曲          | 編曲                                               | 時間 |
| --------- | ------------ | ------------- | ------------- | -------------------------------------------------- | ---- |
| 1.        | 「Catch Me」 | Yoo Young Jin | Yoo Young Jin | - Yoo Young Jin - Shim Sang Won (ストリングス編曲) | 4:38 |
| 合計時間: | 合計時間:    | 合計時間:     | 合計時間:     | 合計時間:                                          | 4:38 |

| #         | タイトル                                              | 作詞                                 | 作曲                        | 編曲                                                | 時間  |
| --------- | ----------------------------------------------------- | ------------------------------------ | --------------------------- | --------------------------------------------------- | ----- |
| 1.        | 「Catch Me -If you wanna-」                           | - Yoo Young Jin - H.U.B.（日本語詞） | Yoo Young Jin               | - Yoo Young Jin - Shim Sang Won（ストリングス編曲） | 4:40  |
| 2.        | 「I Know」                                            | 井上慎二郎                           | T-SK TESUNG Kim Andrew Choi |                                                     | 4:27  |
| 3.        | 「I Know」(Unplugged Version)                         | 井上慎二郎                           | T-SK TESUNG Kim Andrew Choi | 四家卯大（ストリングス編曲）                        | 3:59  |
| 4.        | 「Catch Me -If you wanna-」(Less Vocal)               |                                      |                             |                                                     | 4:40  |
| 5.        | 「I Know」(Less Vocal)                                |                                      |                             |                                                     | 4:24  |
| 6.        | 「MAXIMUM (a-nation 2012 stadium fes.ver)」(CD-EXTRA) |                                      |                             |                                                     |       |
| 合計時間: | 合計時間:                                             | 合計時間:                            | 合計時間:                   | 合計時間:                                           | 22:10 |

| #         | タイトル                                | 作詞                                 | 作曲                        | 編曲                                                | 時間  |
| --------- | --------------------------------------- | ------------------------------------ | --------------------------- | --------------------------------------------------- | ----- |
| 1.        | 「Catch Me -If you wanna-」             | - Yoo Young Jin - H.U.B.（日本語詞） | Yoo Young Jin               | - Yoo Young Jin - Shim Sang Won（ストリングス編曲） | 4:40  |
| 2.        | 「I Know」                              | 井上慎二郎                           | T-SK TESUNG Kim Andrew Choi |                                                     | 4:27  |
| 3.        | 「Catch Me -If you wanna-」(Less Vocal) |                                      |                             |                                                     | 4:40  |
| 4.        | 「I Know」(Less Vocal)                  |                                      |                             |                                                     | 4:24  |
| 合計時間: | 合計時間:                               | 合計時間:                            | 合計時間:                   | 合計時間:                                           | 18:11 |

| #  | タイトル                                | 作詞 | 作曲・編曲 | 監督          |
| -- | --------------------------------------- | ---- | ---------- | ------------- |
| 1. | 「Catch Me -If you wanna-」(Video Clip) |      |            | Jae-Hyuk Jang |
| 2. | 「I Know」(Video Clip)                  |      |            | 須永秀明      |
| 3. | 「Off Shot Movie」(田上健太)            |      |            |               |

## タイアップ
- 関西テレビ・フジテレビ系 火曜22時ドラマ『サキ』主題歌 (#1)
- 関西テレビ・フジテレビ系『キャサリン三世』エンディングテーマ (#2)

## 演奏参加者
※出典
| Catch Me - 東方神起、ユ・ヨンジン - Backing Vocals - Shim Sang Won - Conductor - Yung - Strings | I Know - T-SK - Programmed I Know -Unplugged Version- - 櫻井大介 - Piano - 四家卯大ストリングス - Strings |

## 収録アルバム
Catch Me
- CATCH ME

Catch Me -If you wanna-
- TIME
- FINE COLLECTION 〜Begin Again〜

I Know
- TIME
- FINE COLLECTION 〜Begin Again〜